# Ani'am
Ani'am (hebrejsky אֲנִיעָם, podle biblické postavy Aníama z knihy 1.Paralipomenon 7,19, též podle spojení Ani Am - „nářek lidu“ které mělo připomínat tehdejší osud Židů v Sovětském svazu, v oficiálním přepisu do angličtiny Ani'am) je izraelská osada a vesnice typu mošav na Golanských výšinách v Oblastní radě Golan.

## Geografie
Vesnice se nachází v nadmořské výšce 430 metrů, cca 27 kilometrů severovýchodně od města Tiberias, cca 72 kilometrů severovýchodně od Haify a cca 134 kilometrů severovýchodně od centra Tel Avivu. Leží na náhorní plošině v střední části Golanských výšin, poblíž vodního toku Nachal Jehudija, který se zde začíná zařezávat do prudkého údolí. Na dopravní síť Golanských výšin je obec napojena pomocí lokální silnice číslo 808.

## Dějiny
Ani'am leží na Golanských výšinách, které byly dobyty izraelskou armádou v roce 1967 a jsou od té doby cíleně osidlovány Izraelci. Tato obec byla založena v roce 1978. Ve zprávě vypracované v roce 1977 pro Senát Spojených států amerických se uvádí, že je právě ve výstavbě.
Už v roce 1971 se zformovala skupina židovských přistěhovalců ze Sovětského svazu pod názvem Alija 70 (עלייה 70), jejímž plánem bylo na Golanských výšinách zřídit novou osadu zaměřenou na vědce, výzkum a vysokoškolsky vzdělané obyvatele. Její členové se usadili poblíž nynější osady Ramot, ale v roce 1974 se jejich komunita rozpadla pro neshody okolo jejího zaměření. Zbylá část aktivistů, posílená o rodilé Izraelce pak založila v roce 1978 vesnici Ani'am. Slavnostní založení se konalo 28. srpna 1978.
V obci fungují zařízení předškolní péče o děti. Základní škola je k dispozici v osadě Merom Golan, střední školy ve městě Kacrin. Místní ekonomika je založena na zemědělství a na turistickém ruchu. V obci také působí několik umělců.

## Demografie
Ani'am je osadou se sekulárními obyvateli. Jde o menší sídlo vesnického typu s dlouhodobě rostoucí populací. K 31. prosinci 2014 zde žilo 526 lidí. Během roku 2014 klesla populace o 0,8 %.
| Rok            | 1983 | 1995 | 1999 | 2000 | 2001 | 2003 | 2004 | 2005 | 2006 | 2007 | 2008 | 2009 | 2010 | 2011 | 2012 | 2013 | 2014 |
| -------------- | ---- | ---- | ---- | ---- | ---- | ---- | ---- | ---- | ---- | ---- | ---- | ---- | ---- | ---- | ---- | ---- | ---- |
| Počet obyvatel | 88   | 191  | 277  | 293  | 300  | 347  | 379  | 384  | 414  | 462  | 494  | 445  | 467  | 502  | 528  | 530  | 526  |